# 뇌피질전도
뇌피질전도(腦皮質電圖, Electrocorticography (ECoG), intracranial electroencephalography (iEEG))는 전극을 대뇌 피질 바로 위에 두어 뇌의 전기신호를 측정하는 전기생리학적 측정방법이다. 뇌전도(EEG)가 두개골 바깥에서 전기신호를 측정하기 때문에 아무데서나 측정이 가능한 반면, ECoG는 뇌전증 환자를 위해 선별적으로 사용되며 또 두개골을 개방해야하는 까닭에 수술 중이나 수술 전에 제한적으로 측정한다. 같은 이유로 침습적 측정방식으로 분류된다.

## 역사
1950년대에 몬트리올에서 와일더 펜필드, 허버트 야스퍼가 새로운 뇌전증 치료 패러다임인 몬트리올 시술법(procedure)를 발명하며 처음 제안하였다. 처음에는 뇌전증 발작을 일으키는 부위를 찾기 위해 사용되었다. 펜필드는 뇌전증 수술을 하며 국소마취된 환자의 뇌에 전기 자극을 주는 실험도 수행했다. 현재까지도 ECoG는 뇌전증 치료 뿐 아니라 뇌의 기능 탐구에도 이용되어 신경과학계에도 기여하고있다.

## 같이 보기
- 뇌-컴퓨터 인터페이스
- 뇌전증
- 와일더 펜필드